# Toyota Avensis
Toyota Avensis er en stor mellemklassebil, der blev fremstillet af den japanske bilfabrikant Toyota Motor på deres fabrik i Derbyshire, Storbritannien i tre forskellige modelgenerationer fra efteråret 1997 til foråret 2018.
Gennem årene har Avensis udviklet sig i størrelse, teknik og kraft for at udfordre konkurrenterne Mazda 626/6, Ford Mondeo, Volkswagen Passat, Citroën Xantia/C5, Peugeot 406/407/508 og Škoda Superb.
Navnet Avensis kommer fra det franske udtryk avancer, hvilket betyder "at avancere".

## Avensis T22 (1997−2003)
Den i september 1997 præsenterede Avensis med modelkoden T22 gik i produktion i oktober 1997 og kom på markedet i marts 1998 som efterfølger for Carina E. Den blev udviklet specielt til europæiske kunders ønsker. Med Avensis koncepterede Toyota en fra bunden af ny bilmodel, som kun har motorerne og nogle konturer til fælles med forgængeren. Ligesom Carina findes Avensis i de tre karrosserivarianter sedan, combi coupé og stationcar; sidstnævnte er en omdøbt version af den kun i Japan markedsførte Toyota Caldina.
På grund af mange byggedele, som Avensis deler med andre Toyota-modeller, har den en solid kvalitet med deraf resulterende lang levetid. Derudover har den en komfortabel kabine og gode kørekvaliteter.

### Tekniske data
|                                      | 1.6                    | 1.6                    | 1.8                   | 2.0                  | 2.0 TD                    | 2.0 D-4D                  |
| Byggeår                              | 10/1997−8/2000         | 10/1997−8/2000         | 10/1997−8/2000        | 10/1997−8/2000       | 10/1997−8/2000            | 11/1999−8/2000            |
| Motordata                            |                        |                        |                       |                      |                           |                           |
| Motortype                            | R4-benzinmotor         | R4-benzinmotor         | R4-benzinmotor        | R4-benzinmotor       | R4-dieselmotor            | R4-dieselmotor            |
| Antal ventiler pr. cylinder          | 4                      | 4                      | 4                     | 4                    | 2                         | 4                         |
| Ventilstyring                        | DOHC, tandhjul/tandrem | DOHC, tandhjul/tandrem | DOHC, kæde            | DOHC, kæde           | SOHC, tandhjul/tandrem    | DOHC, tandhjul/tandrem    |
| Fødesystem                           | Multipoint             | Multipoint             | Multipoint            | Multipoint           | Hvirvelkammer             | Commonrail                |
| Trykladning                          | –                      | –                      | –                     | –                    | Turbolader, ladeluftkøler | Turbolader, ladeluftkøler |
| Køling                               | Vandkøling             | Vandkøling             | Vandkøling            | Vandkøling           | Vandkøling                | Vandkøling                |
| Boring × slaglængde                  | 81,0 × 77,0 mm         | 81,0 × 77,0 mm         | 81,0 × 85,5 mm        | 86,0 × 86,0 mm       | 86,0 × 85,0 mm            | 82,2 × 94,0 mm            |
| Slagvolume                           | 1587 cm³               | 1587 cm³               | 1762 cm³              | 1998 cm³             | 1975 cm³                  | 1995 cm³                  |
| Kompressionsforhold                  | 9,5:1                  | 9,5:1                  | 9,5:1                 | 9,8:1                | 23,0:1                    | 18,6:1                    |
| Maks. effekt ved omdr./min.          | 74 kW (101 hk) 5800    | 81 kW (110 hk) 6000    | 81 kW (110 hk) 5800   | 94 kW (128 hk) 5400  | 66 kW (90 hk) 4000        | 81 kW (110 hk) 4000       |
| Maks. drejningsmoment ved omdr./min. | 136 Nm 4400            | 145 Nm 4800            | 150 Nm 2800           | 178 Nm 4400          | 203 Nm 2200               | 250 Nm 2000               |
| Kraftoverførsel                      |                        |                        |                       |                      |                           |                           |
| Drivende hjul                        | Forhjul                | Forhjul                | Forhjul               | Forhjul              | Forhjul                   | Forhjul                   |
| Gearkasse (standardudstyr)           | 5-trins manuel         | 5-trins manuel         | 5-trins manuel        | 5-trins manuel       | 5-trins manuel            | 5-trins manuel            |
| Gearkasse (ekstraudstyr)             | 4-trins automatisk     | –                      | 4-trins automatisk    | 4-trins automatisk   | –                         | –                         |
| Præstationer (sedan og combi coupé)  |                        |                        |                       |                      |                           |                           |
| Topfart                              | 190 km/t (185 km/t)    | 195 km/t               | 195 km/t (185 km/t)   | 205 km/t (200 km/t)  | 180 km/t                  | 195 km/t                  |
| Acceleration, 0–100 km/t             | 12,1 sek. (12,3 sek.)  | 11,7 sek.              | 11,0 sek. (12,2 sek.) | 9,3 sek. (10,6 sek.) | 12,0 sek.                 | 11,4 sek.                 |
| Præstationer (stationcar)            |                        |                        |                       |                      |                           |                           |
| Topfart                              | –                      | 190 km/t               | 190 km/t (180 km/t)   | 200 km/t             | 175 km/t                  | 190 km/t                  |
| Acceleration, 0–100 km/t             | –                      | 11,9 sek.              | 11,2 sek. (12,4 sek.) | 9,5 sek. (10,8 sek.) | 12,2 sek.                 | 11,6 sek.                 |

1. 1 2  Værdier i parentes gælder for versioner med automatgear

### Facelift
I august 2000 blev Avensis modificeret. Udvendigt kan den faceliftede Avensis kendes på de modificerede skørter, for- og baglygter i klart glas og et i kølergrillen integreret Toyota-logo. De modificerede motorer blev udstyret med variabel ventilstyring (VVT-i), og 2,0-liters topmodellen fik direkte benzinindsprøjtning (D-4). På udstyrssiden blev der introduceret en sportsmodel kaldet "SR" med optiske forandringer og ændrede hjulophæng.
I maj 2001 fulgte MPV-modellen Avensis Verso med syv siddepladser som efterfølger for Toyota Picnic. Avensis Verso findes med en 2,0-liters benzinmotor med 110 kW (150 hk) og en 2,0-liters dieselmotor med 85 kW (115 hk). I Australien hedder denne model blot Avensis, da de andre Avensis-versioner ikke blev markedsført officielt i Australien.
- Bagfra
- Toyota Avensis Combi (2000–2003)
- Bagfra
- Toyota Avensis Verso (2001–2003)

#### Tekniske data
|                                                | 1,6 VVT-i           | 1.8 VVT-i                       | 2.0 D-4 VVT-i                   | 2.0 D-4D                  |
| Byggeår                                        | 8/2000−1/2003       | 8/2000−1/2003                   | 8/2000−1/2003                   | 8/2000−1/2003             |
| Motordata                                      |                     |                                 |                                 |                           |
| Motortype                                      | R4-benzinmotor      | R4-benzinmotor                  | R4-benzinmotor                  | R4-dieselmotor            |
| Antal ventiler pr. cylinder                    | 4                   | 4                               | 4                               | 4                         |
| Ventilstyring                                  | DOHC, kæde          | DOHC, kæde                      | DOHC, kæde                      | DOHC, tandhjul/tandrem    |
| Fødesystem                                     | Multipoint          | Multipoint                      | Direkte                         | Commonrail                |
| Trykladning                                    | –                   | –                               | –                               | Turbolader, ladeluftkøler |
| Køling                                         | Vandkøling          | Vandkøling                      | Vandkøling                      | Vandkøling                |
| Boring × slaglængde                            | 79,0 × 81,5 mm      | 79,0 × 91,5 mm                  | 86,0 × 86,0 mm                  | 82,2 × 94,0 mm            |
| Slagvolume                                     | 1598 cm³            | 1794 cm³                        | 1998 cm³                        | 1995 cm³                  |
| Kompressionsforhold                            | 10,5:1              | 10,0:1                          | 11,0:1                          | 18,6:1                    |
| Maks. effekt ved omdr./min.                    | 81 kW (110 hk) 6000 | 95 kW (129 hk) 6000             | 110 kW (150 hk) 5700            | 81 kW (110 hk) 4000       |
| Maks. drejningsmoment ved omdr./min.           | 150 Nm 3800         | 170 Nm 4200                     | 200 Nm 4000                     | 250 Nm 2000               |
| Kraftoverførsel                                |                     |                                 |                                 |                           |
| Drivende hjul                                  | Forhjul             | Forhjul                         | Forhjul                         | Forhjul                   |
| Gearkasse (standardudstyr)                     | 5-trins manuel      | 5-trins manuel                  | 5-trins manuel                  | 5-trins manuel            |
| Gearkasse (ekstraudstyr)                       | –                   | 4-trins automatisk              | 4-trins automatisk              | –                         |
| Præstationer (sedan og combi coupé)            |                     |                                 |                                 |                           |
| Topfart                                        | 195 km/t            | 200 km/t (195 km/t)             | 210 km/t (205 km/t)             | 195 km/t                  |
| Acceleration, 0–100 km/t                       | 11,3 sek.           | 10,0 sek. (11,4 sek.)           | 9,1 sek. (9,9 sek.)             | 11,4 sek.                 |
| Brændstofforbrug pr. 100 km ved blandet kørsel | 7,1 liter Blyfri 95 | 7,4 liter (8,1 liter) Blyfri 95 | 7,7 liter (8,6 liter) Blyfri 95 | 5,9 liter Diesel          |
| Præstationer (stationcar)                      |                     |                                 |                                 |                           |
| Topfart                                        | 190 km/t            | 195 km/t (190 km/t)             | 205 km/t (200 km/t)             | 190 km/t                  |
| Acceleration, 0–100 km/t                       | 11,5 sek.           | 10,2 sek. (11,6 sek.)           | 9,1 sek. (9,9 sek.)             | 11,6 sek.                 |
| Brændstofforbrug pr. 100 km ved blandet kørsel | 7,4 liter Blyfri 95 | 7,4 liter (8,1 liter) Blyfri 95 | 7,7 liter (8,6 liter) Blyfri 95 | 5,9 liter Diesel          |
| Bemærkninger                                   |                     |                                 |                                 |                           |
|                                                |                     |                                 | Ikke egnet til E10-brændstof    |                           |

1. 1 2  Værdier i parentes gælder for versioner med automatgear

### Sikkerhed
Det svenske forsikringsselskab Folksam vurderer flere forskellige bilmodeller ud fra oplysninger fra virkelige ulykker, hvorved risikoen for død eller invaliditet i tilfælde af en ulykke måles. I rapporterne Hur säker är bilen? er/var Avensis i årgangene 1998 til 2002/03 klassificeret som følger:
- 2001: Mindst 20 % bedre end middelbilen[8]
- 2003: Som middelbilen[9]
- 2005: Som middelbilen[10]
- 2007: Som middelbilen[11]
- 2009: Som middelbilen[12]
- 2011: Som middelbilen[13]
- 2013: Mindst 20 % bedre end middelbilen[14]
- 2015: Som middelbilen[15]
- 2017: Som middelbilen[16]
- 2019: Mindst 20 % bedre end middelbilen[17]

## Avensis T25 (2003−2008)
I januar 2003 blev produktionen af den anden modelgeneration af Avensis (type T25) påbegyndt og salget en måned senere. Avensis II blev specielt udviklet til Europa og fik for første gang hos Toyota Bosch-teknik i stort omfang. Det er også den første Toyota-model, som er komplet bygget i Europa − design (Nice), gearkasse (Walbrzych), motorer (Jelcz-Laskowice) og slutproduktion (Burnaston, Derbyshire).
Med Avensis T25 gik Toyota nye veje og gav Avensis et enestående design, som blev designet i Toyotas designstudie i Frankrig. Motorprogrammet er identisk med det sidste i forgængeren, dog suppleret med en større benzinmotor på 2,4 liter og en større dieselmotor på 2,2 liter. Overraskende nok blev den "europæiske" model også eksporteret til Japan.
I Australien blev stationcarudgaven af Toyota Camry afløst af Avensis T25, dog kun med 1,8- og 2,0-litersmotorerne. Også i Storbritannien var der forskel, her kunne 1,6-litersmotoren f.eks. ikke købes.
Efter at Toyota i sommeren 2004 indstillede importen af Toyota Camry, blev Avensis mærkets mest solgte sedan i Europa.[kilde mangler]
MPV'en Avensis Verso på basis af den tidligere model fik i efteråret 2003 et facelift og var fortsat en del af Toyotas danske modelprogram frem til 2005. Herefter blev modellen fortsat bygget frem til november 2009 og i nogle lande solgt under navnet Toyota Ipsum.
- Bagfra
- Toyota Avensis liftback (2003–2006)
- Toyota Avensis Verso (2003–2005)
- Bagfra

I juni 2006 gennemgik modelserien et facelift. Til nyhederne hørte LED-blinklys integreret i sidespejlene, for- og baglygter i klart glas, nye frontskørter samt en modificeret kølergrill. Kabinen blev ligeledes teknisk og optisk modificeret. Executive-modellen fik cd-skifter og xenonforlygter som standardudstyr. Den faceliftede Avensis kom til Danmark i september 2006.
Versioner med xenonforlygter bygget mellem 2003 og 2007 havde i nogle år voldsomme problemer med lyset, da linserne blev slørede.
2007-modellen af Avensis blev i 2013 kåret som Årets Brugtbil.
- Toyota Avensis Combi (2006−2008)
- Bagfra

### Tekniske data

#### Benzinmotorer
|                                                | 1.6 VVT-i              | 1.8 VVT-i                       | 2.0 D-4 VVT-i                   | 2.4 D-4 VVT-i          |
| Byggeår                                        | 1/2003−11/2008         | 1/2003−11/2008                  | 1/2003−11/2008                  | 10/2003−11/2008        |
| Motordata                                      |                        |                                 |                                 |                        |
| Motortype                                      | R4-benzinmotor         | R4-benzinmotor                  | R4-benzinmotor                  | R4-benzinmotor         |
| Antal ventiler pr. cylinder                    | 4                      | 4                               | 4                               | 4                      |
| Ventilstyring                                  | DOHC, tandhjul/tandrem | DOHC, tandhjul/tandrem          | DOHC, tandhjul/tandrem          | DOHC, tandhjul/tandrem |
| Fødesystem                                     | Multipoint             | Multipoint                      | Direkte                         | Direkte                |
| Trykladning                                    | –                      | –                               | –                               | –                      |
| Køling                                         | Vandkøling             | Vandkøling                      | Vandkøling                      | Vandkøling             |
| Boring × slaglængde                            | 79,0 × 81,5 mm         | 79,0 × 91,5 mm                  | 86,0 × 86,0 mm                  | 88,5 × 96,0 mm         |
| Slagvolume                                     | 1598 cm³               | 1794 cm³                        | 1998 cm³                        | 2362 cm³               |
| Kompressionsforhold                            | 10,5:1                 | 10,0:1                          | 11,0:1                          | 11,0:1                 |
| Maks. effekt ved omdr./min.                    | 81 kW (110 hk) 6000    | 95 kW (129 hk) 6000             | 108 kW (147 hk) 5700            | 120 kW (163 hk) 5800   |
| Maks. drejningsmoment ved omdr./min.           | 150 Nm 3800            | 170 Nm 4200                     | 196 Nm 4000                     | 230 Nm 3800            |
| Kraftoverførsel                                |                        |                                 |                                 |                        |
| Drivende hjul                                  | Forhjul                | Forhjul                         | Forhjul                         | Forhjul                |
| Gearkasse (standardudstyr)                     | 5-trins manuel         | 5-trins manuel                  | 5-trins manuel                  | 5-trins automatisk     |
| Gearkasse (ekstraudstyr)                       | –                      | 4-trins automatisk              | 4-trins automatisk              | –                      |
| Præstationer (sedan og combi coupé)            |                        |                                 |                                 |                        |
| Topfart                                        | 190 km/t               | 200 km/t (185 km/t)             | 205 km/t (195 km/t)             | 220 km/t               |
| Acceleration, 0–100 km/t                       | 12,0 sek.              | 10,3 sek. (11,6 sek.)           | 9,4 sek. (11,1 sek.)            | 9,3 sek.               |
| Brændstofforbrug pr. 100 km ved blandet kørsel | 7,2 liter Blyfri 95    | 7,2 liter (7,7 liter) Blyfri 95 | 8,1 liter (9,2 liter) Blyfri 95 | 9,5 liter Blyfri 95    |
| Præstationer (stationcar)                      |                        |                                 |                                 |                        |
| Topfart                                        | 185 km/t               | 195 km/t (180 km/t)             | 200 km/t (190 km/t)             | 220 km/t               |
| Acceleration, 0–100 km/t                       | 12,2 sek.              | 10,5 sek. (11,8 sek.)           | 9,6 sek. (11,3 sek.)            | 9,5 sek.               |
| Brændstofforbrug pr. 100 km ved blandet kørsel | 7,2 liter Blyfri 95    | 7,2 liter (7,8 liter) Blyfri 95 | 8,1 liter (9,4 liter) Blyfri 95 | 9,6 liter Blyfri 95    |
| Bemærkninger                                   |                        |                                 |                                 |                        |
|                                                |                        |                                 | Ikke egnet til E10-brændstof    |                        |

1. ↑  Kun for visse eksportlande, f.eks. Norge, Polen, Tyrkiet og Grækenland
2. 1 2  Værdier i parentes gælder for versioner med automatgear

#### Dieselmotorer
|                                                | 2.0 D-4D                  | 2.0 D-4D                  | 2.2 D-4D                  | 2.2 D-4D D-CAT            |
| Byggeår                                        | 1/2003−3/2006             | 3/2006−11/2008            | 10/2005−11/2008           | 7/2005−11/2008            |
| Motordata                                      |                           |                           |                           |                           |
| Motortype                                      | R4-dieselmotor            | R4-dieselmotor            | R4-dieselmotor            | R4-dieselmotor            |
| Antal ventiler pr. cylinder                    | 4                         | 4                         | 4                         | 4                         |
| Ventilstyring                                  | DOHC, tandhjul/tandrem    | DOHC, tandhjul/tandrem    | DOHC, tandhjul/tandrem    | DOHC, tandhjul/tandrem    |
| Fødesystem                                     | Commonrail                | Commonrail                | Commonrail                | Commonrail                |
| Trykladning                                    | Turbolader, ladeluftkøler | Turbolader, ladeluftkøler | Turbolader, ladeluftkøler | Turbolader, ladeluftkøler |
| Køling                                         | Vandkøling                | Vandkøling                | Vandkøling                | Vandkøling                |
| Boring × slaglængde                            | 82,2 × 94,0 mm            | 82,2 × 94,0 mm            | 86,0 × 96,0 mm            | 86,0 × 96,0 mm            |
| Slagvolume                                     | 1995 cm³                  | 1995 cm³                  | 2231 cm³                  | 2231 cm³                  |
| Kompressionsforhold                            | 17,8:1                    | 16,8:1                    | 16,8:1                    | 16,8:1                    |
| Maks. effekt ved omdr./min.                    | 85 kW (115 hk) 3600       | 93 kW (126 hk) 3600       | 110 kW (150 hk) 3600      | 130 kW (177 hk) 3600      |
| Maks. drejningsmoment ved omdr./min.           | 280 Nm /2000              | 300 Nm /2000              | 310 Nm /2000              | 400 Nm /2000              |
| Kraftoverførsel                                |                           |                           |                           |                           |
| Drivende hjul                                  | Forhjul                   | Forhjul                   | Forhjul                   | Forhjul                   |
| Gearkasse                                      | 5-trins manuel            | 6-trins manuel            | 6-trins manuel            | 6-trins manuel            |
| Præstationer                                   |                           |                           |                           |                           |
| Topfart                                        | 195 km/t                  | 195 km/t                  | 210 km/t                  | 220 km/t                  |
| Acceleration, 0–100 km/t                       | 11,2 sek.                 | 12,0 sek.                 | 9,3 sek.                  | 8,6 sek.                  |
| Brændstofforbrug pr. 100 km ved blandet kørsel | 5,6 liter Diesel          | 5,9 liter Diesel          | 5,9 liter Diesel          | 6,1 liter Diesel          |

1. 1 2 3  Combi: 190 km/t / 11,4 sek. / 6,0 liter diesel

### Sikkerhed
Det svenske forsikringsselskab Folksam vurderer flere forskellige bilmodeller ud fra oplysninger fra virkelige ulykker, hvorved risikoen for død eller invaliditet i tilfælde af en ulykke måles. I rapporterne Hur säker är bilen? er/var Avensis i årgangene 2003 til 2008 klassificeret som følger:
- 2007: Mindst 30 % bedre end middelbilen[11]
- 2009: Mindst 30 % bedre end middelbilen[12]
- 2011: Mindst 30 % bedre end middelbilen[13]
- 2013: Mindst 20 % bedre end middelbilen[14]
- 2015: Mindst 20 % bedre end middelbilen[15]
- 2017: Mindst 20 % bedre end middelbilen[16]
- 2019: Mindst 20 % bedre end middelbilen[17]

I 2007 blev Avensis fra årgang 2003 og frem udvalgt af Folksam som den sikreste bil på det svenske marked.

## Avensis T27 (2008−2018)
På Paris Motor Show introducerede Toyota i efteråret 2008 den tredje og sidste modelgeneration af Avensis; modellen gik i produktion i november 2008 og kom på markedet i januar 2009.
Den internt som T27 betegnede tredje Avensis-generation er størrelsesmæssigt næsten identisk med forgængeren, men er anderledes i motorteknikken. Den fortsatte formsproget fra den nordamerikanske Toyota Corolla. På denne måde skulle det i USA allerede længe benyttede mærkedesign også indføres i Europa. I modsætning til forgængerne findes tredje generation af Avensis ikke som combi coupé (Liftback), men har som den første Toyota en elektrisk håndbremse
Motorprogrammet omfatter tre benzin- og tre dieselmotorer, alle med større effekt og lavere CO2-udslip. Benzinmotorerne af typen ZR er udstyret med Toyotas Valvematic-teknologi som afpasser ventilstyretiderne efter køresituationen samt Toyota Optimal Drive som sænker brændstofforbruget med en fjerdedel, og i mange tilfælde samtidig øger effekten.
Alle versioner er som standard udstyret med sekstrins manuel gearkasse, mens benzinmotorerne på 1,8 og 2,0 liter i stedet kan kombineres med CVT-gearkassen Multidrive S, og 2,2 D-4D kan som den første og eneste dieselmotor i Avensis' historie siden april 2009 kombineres med sekstrins automatgear.
I februar 2009 gennemgik den nye Avensis Euro NCAPs kollisionstest med det højeste resultat på fem stjerner for personsikkerhed for voksne.
- Bagfra
- Toyota Avensis Combi (2008–2011)

### Facelifts

#### 2011
I slutningen af 2011 gennemgik Avensis et let facelift. Den faceliftede Avensis kom ud til forhandlerne den 21. januar 2012 og kan kendes på det modificerede frontparti samt de modificerede baglygter.
- Toyota Avensis Combi (2011–2015)
- Bagfra

#### 2015
På Geneve Motor Show blev der i marts 2015 præsenteret et yderligere facelift af Avensis, som kom på det danske marked i sommeren 2015.
Ud over det nye sikkerhedssystem Safety Sense fik Avensis også et nyt motorprogram med en 2,0-liters benzinsugemotor med direkte indsprøjtning udviklet af Toyota selv, samt nye dieselmotorer på 1,6 og 2,0 liter leveret af BMW.
- Toyota Avensis Combi (2015–2018)
- Bagfra

### Indstilling af produktionen
Produktionen og salget af Avensis blev indstillet i 2018 på grund af faldende salgstal. Samtidigt besluttede Toyota at Camry samt Corolla som efterfølger for Auris igen skulle blive en del af det europæiske modelprogram.

### Sikkerhed
Det svenske forsikringsselskab Folksam vurderer flere forskellige bilmodeller ud fra oplysninger fra virkelige ulykker, hvorved risikoen for død eller invaliditet i tilfælde af en ulykke måles. I rapporterne Hur säker är bilen? er/var Avensis i årgangene 2009 til 2015 klassificeret som følger:
- 2015: Mindst 20 % bedre end middelbilen[15]
- 2019: Mindst 20 % bedre end middelbilen[17]

### Tekniske data

#### Benzinmotorer
|                                                | 1.6 Valvematic      | 1.8 Valvematic                  | 2.0 Valvematic                  |
| Byggeår                                        | 11/2008–4/2018      | 11/2008–4/2018                  | 11/2008–4/2018                  |
| Motordata                                      |                     |                                 |                                 |
| Motortype                                      | R4-benzinmotor      | R4-benzinmotor                  | R4-benzinmotor                  |
| Antal ventiler pr. cylinder                    | 4                   | 4                               | 4                               |
| Ventilstyring                                  | DOHC, kæde          | DOHC, kæde                      | DOHC, kæde                      |
| Fødesystem                                     | Multipoint          | Multipoint                      | Direkte                         |
| Trykladning                                    | –                   | –                               | –                               |
| Køling                                         | Vandkøling          | Vandkøling                      | Vandkøling                      |
| Boring × slaglængde                            | 80,5 × 78,5 mm      | 80,5 × 88,3 mm                  | 80,5 × 97,6 mm                  |
| Slagvolume                                     | 1598 cm³            | 1798 cm³                        | 1987 cm³                        |
| Kompressionsforhold                            | 10,7:1              | 10,5:1                          | 10,0:1                          |
| Maks. effekt ved omdr./min.                    | 97 kW (132 hk) 6400 | 108 kW (147 hk) 6400            | 112 kW (152 hk) 6200            |
| Maks. drejningsmoment ved omdr./min.           | 160 Nm /4400        | 180 Nm /4000                    | 196 Nm /4000                    |
| Kraftoverførsel                                |                     |                                 |                                 |
| Drivende hjul                                  | Forhjul             | Forhjul                         | Forhjul                         |
| Gearkasse (standardudstyr)                     | 6-trins manuel      | 6-trins manuel                  | 6-trins manuel                  |
| Gearkasse (ekstraudstyr)                       | –                   | Trinløs gearkasse (CVT)         | Trinløs gearkasse (CVT)         |
| Præstationer (sedan)                           |                     |                                 |                                 |
| Topfart                                        | 200 km/t            | 200 km/t                        | 205 km/t                        |
| Acceleration, 0–100 km/t                       | 10,4 sek.           | 9,4 sek. (10,4 sek.)            | 9,0 sek. (10,0 sek.)            |
| Brændstofforbrug pr. 100 km ved blandet kørsel | 6,5 liter Blyfri 95 | 6,5 liter (6,6 liter) Blyfri 95 | 6,9 liter (7,0 liter) Blyfri 95 |
| CO2-udslip ved blandet kørsel                  | 150 g/km            | 152 g/km (154 g/km)             | 161 g/km                        |
| Præstationer (stationcar)                      |                     |                                 |                                 |
| Topfart                                        | 195 km/t            | 200 km/t                        | 200 km/t                        |
| Acceleration, 0–100 km/t                       | 10,6 sek.           | 9,7 sek. (10,7 sek.)            | 9,3 sek. (10,3 sek.)            |
| Brændstofforbrug pr. 100 km ved blandet kørsel | 6,5 liter Blyfri 95 | 6,6 liter (6,8 liter) Blyfri 95 | 7,0 liter Blyfri 95             |
| CO2-udslip ved blandet kørsel                  | 151 g/km            | 153 g/km (158 g/km)             | 162 g/km                        |

1. 1 2  Værdier i parentes gælder for versioner med automatgear

#### Dieselmotorer
|                                                | 1.6 D-4D                  | 2.0 D-4D                  | 2.0 D-4D                  | 2.0 D-4D                  | 2.2 D-4D                     | 2.2 D-4D D-CAT            |
| Byggeår                                        | 4/2015−4/2018             | 12/2011−4/2015            | 11/2008−12/2011           | 4/2015−4/2018             | 11/2008−3/2015               | 11/2008−3/2015            |
| Motordata                                      |                           |                           |                           |                           |                              |                           |
| Motortype                                      | R4-dieselmotor            | R4-dieselmotor            | R4-dieselmotor            | R4-dieselmotor            | R4-dieselmotor               | R4-dieselmotor            |
| Antal ventiler pr. cylinder                    | 4                         | 4                         | 4                         | 4                         | 4                            | 4                         |
| Ventilstyring                                  | DOHC, kæde                | DOHC, kæde                | DOHC, kæde                | DOHC, kæde                | DOHC, kæde                   | DOHC, kæde                |
| Fødesystem                                     | Commonrail                | Commonrail                | Commonrail                | Commonrail                | Commonrail                   | Commonrail                |
| Trykladning                                    | Turbolader, ladeluftkøler | Turbolader, ladeluftkøler | Turbolader, ladeluftkøler | Turbolader, ladeluftkøler | Turbolader, ladeluftkøler    | Turbolader, ladeluftkøler |
| Køling                                         | Vandkøling                | Vandkøling                | Vandkøling                | Vandkøling                | Vandkøling                   | Vandkøling                |
| Boring × slaglængde                            | 78,0 × 83,6 mm            | 86,0 × 86,0 mm            | 86,0 × 86,0 mm            | 84,0 × 90,0 mm            | 86,0 × 96,0 mm               | 86,0 × 96,0 mm            |
| Slagvolume                                     | 1598 cm³                  | 1998 cm³                  | 1998 cm³                  | 1995 cm³                  | 2231 cm³                     | 2231 cm³                  |
| Kompressionsforhold                            | 16,5:1                    | 15,8:1                    | 15,8:1                    | 16,5:1                    | 15,7:1                       | 15,7:1                    |
| Maks. effekt ved omdr./min.                    | 82 kW (112 hk) 4000       | 91 kW (124 hk) 3600       | 93 kW (126 hk) 3600       | 105 kW (143 hk) 4000      | 110 kW (150 hk) 3600         | 130 kW (177 hk) 3600      |
| Maks. drejningsmoment ved omdr./min.           | 270 Nm 1750−2250          | 310 Nm 1600−2400          | 310 Nm 1800−2400          | 320 Nm 1750−2250          | 340 Nm 2000−2800             | 400 Nm 2000−2800          |
| Kraftoverførsel                                |                           |                           |                           |                           |                              |                           |
| Drivende hjul                                  | Forhjul                   | Forhjul                   | Forhjul                   | Forhjul                   | Forhjul                      | Forhjul                   |
| Gearkasse (standardudstyr)                     | 6-trins manuel            | 6-trins manuel            | 6-trins manuel            | 6-trins manuel            | 6-trins manuel               | 6-trins manuel            |
| Gearkasse (ekstraudstyr)                       | –                         | –                         | –                         | –                         | 6-trins automatisk           | –                         |
| Præstationer (sedan)                           |                           |                           |                           |                           |                              |                           |
| Topfart                                        | 180 km/t                  | 200 km/t                  | 200 km/t                  | 200 km/t                  | 210 km/t (205 km/t)          | 220 km/t                  |
| Acceleration, 0–100 km/t                       | 11,4 sek.                 | 9,8 sek.                  | 9,7 sek.                  | 9,5 sek.                  | 8,9 sek. (9,5 sek.)          | 8,5 sek.                  |
| Brændstofforbrug pr. 100 km ved blandet kørsel | 4,1 liter Diesel          | 4,5 liter Diesel          | 5,4 liter Diesel          | 4,5 liter Diesel          | 5,4 liter (6,2 liter) Diesel | 5,8 liter Diesel          |
| CO2-udslip ved blandet kørsel                  | 109 g/km                  | 120 g/km                  | 142 g/km                  | 120 g/km                  | 147 g/km (170 g/km)          | 157 g/km                  |
| Præstationer (stationcar)                      |                           |                           |                           |                           |                              |                           |
| Topfart                                        | 180 km/t                  | 200 km/t                  | 200 km/t                  | 200 km/t                  | 210 km/t (205 km/t)          | 220 km/t                  |
| Acceleration, 0–100 km/t                       | 11,4 sek.                 | 10,1 sek.                 | 10,0 sek.                 | 10,1 sek.                 | 9,2 sek. (9,8 sek.)          | 8,8 sek.                  |
| Brændstofforbrug pr. 100 km ved blandet kørsel | 4,2 liter Diesel          | 4,6 liter Diesel          | 5,4 liter Diesel          | 4,6 liter Diesel          | 5,5 liter (6,4 liter) Diesel | 5,9 liter Diesel          |
| CO2-udslip ved blandet kørsel                  | 109 g/km                  | 120 g/km                  | 142 g/km                  | 120 g/km                  | 147 g/km (170 g/km)          | 157 g/km                  |

1. 1 2  Værdier i parentes gælder for versioner med automatgear